# Issa Aguilar Jara
Isabel «Issa» Aguilar Jara (Cuenca, 1988) es una periodista y poeta ecuatoriana.
En 2018 publicó su primer poemario, Con M de mote se escribe mojigata, una obra poética satírica que, de acuerdo a la autora, fue inspirado por la ciudad de Cuenca y sus tradiciones conservadoras. La palabra «mojigata», en este contexto, se refiere a los hombres y mujeres que ocultan sus gustos e intereses para guardar las apariencias. Entre los escritores que se refirieron positivamente a la obra estuvieron escritores como Jorge Dávila Vázquez y Eduardo Varas.
Su segundo libro, Poliamor Town, fue publicado en 2020 luego de ganar una convocatoria de publicaciones del núcleo del Azuay de la Casa de la Cultura Ecuatoriana. Además de volver a abordar la hipocresía social, la obra se centró en las relaciones amorosas, filiales y la necesidad del activismo.
En 2022, ganó la décima edición del Premio Nacional de Poesía César Dávila Andrade con su poemario Dos tragos de sinestesia.

## Obras
Poemarios
- Con M de mote se escribe mojigata (2018)
- Poliamor Town (2020)[5]
- Dos tragos de sinestesia (2022)